# Mexican
Mexican (ang. The Mexican) – amerykańska komediodramat z elementami akcji, kryminału i filmu drogi powstały w 2001 roku w reżyserii Gore’a Verbinskiego. Zdjęcia kręcono w Las Vegas i Los Angeles oraz w meksykańskim stanie San Luis Potosí.

## Fabuła
Jerry Welbach otrzymuje podwójne ultimatum. Jego szef gangster żąda, żeby Jerry pojechał do Meksyku i przywiózł stamtąd bezcenny, zabytkowy pistolet nazywany „The Mexican”, w innym wypadku poniesie srogie konsekwencje niesubordynacji. Drugie ultimatum stawia Jerry'emu jego dziewczyna, Samantha, która domaga się, żeby zerwał wszelkie kontakty z przestępczym światem. Jerry uzmysławia sobie, że woli pozostać przy życiu, nawet za cenę kłopotów ze swoją dziewczyną, wyrusza więc do Meksyku. Okazuje się, że samo znalezienie pistoletu nie jest takim problemem, jak przywiezienie go do kraju. Pistolet zdaje się przynosić nieszczęście, zwłaszcza gdy Samantha zostaje zakładniczką płatnego zabójcy, Leroya, który przetrzymuje ją jako gwarancję bezpiecznego zwrotu pistoletu przez Jerry’ego.

## Obsada
- Julia Roberts – Samantha Barzel
- Brad Pitt – Jerry Welbach
- James Gandolfini – Winston Baldry (Leroy)
- Gene Hackman – Arnold Margolese
- David Krumholtz – Beck
- Daniel Escobar – Raoul
- Ernesto Gómez Cruz – Tropillo
- Dale Raoul – Estelle
- Humberto Fernández Tristan – szlachcic
- Luis Felipe Tovar – syn szlachcica
- Bob Balaban – Bernie Nayman
- J.K. Simmons – Ted Slocum
- Michael Cerveris – Frank
- Richard Coca – złodziej samochodu (1)
- Alfredo Escobar – złodziej samochodu (2)
- Luis Artagnan – złodziej samochodu (3)
- Daniel Zacapa – meksykański barman
- Pedro Armendáriz Jr – meksykański policjant
- Carlos Lacamara – pracownik wypożyczalni samochodów meksykańskich
- Sherman Augustus – czarnoskóry mężczyzna (prawdziwy Leroy)
- Castulo Guerra – Joe, właściciel lombardu
- Emiliano Guerra – chłopczyk z latarką